# Вария
Вария е голям чук с тегло над 3 килограма и дълга дръжка, която се държи с две ръце. Наричан е и „боен чук“. (В Родопите и югоизточна България големият и тежък чук се нарича токмак). Благодарение на големия си размер, ударната сила при този инструмент е по-голяма и разпределена на по-голяма повърхност. Главата на „варията“ обикновено е от метал. Големият дървен инструмент е този, който има дълга дръжка и несъразмерно голяма тежка дървена глава се използва от ковачи